# Hull (Texas)
Hull è un census-designated place (CDP) della contea di Liberty, Texas, Stati Uniti. La popolazione era di 669 abitanti al censimento del 2010. Prende il nome da W. F. Hull, un funzionario delle ferrovie.

## Geografia fisica
Secondo l'Ufficio del censimento degli Stati Uniti, ha una superficie totale di 2,01 mi² (5,21 km²).

## Società

### Evoluzione demografica
Secondo il censimento del 2010, la popolazione era di 669 abitanti.

### Etnie e minoranze straniere
Secondo il censimento del 2010, la composizione etnica del CDP era formata dal 97,0% di bianchi, lo 0,4% di afroamericani, lo 0,3% di nativi americani, lo 0,0% di asiatici, lo 0,1% di oceanici, l'1,0% di altre razze, e l'1,0% di due o più razze. Ispanici o latinos di qualunque razza erano il 2,7% della popolazione.